# Collégiale Notre-Dame d'Aigueperse
L'église Notre-Dame d'Aigueperse est une ancienne collégiale située à Aigueperse, dans le département du Puy-de-Dôme.
Sa proximité avec la puissance seigneurie de Montpensier explique l'intérêt et les moyens qui furent investis pour son embellissement.

## Historique
La première construction de l'église remonte à 1016. Cependant, elle n'a pris sa forme définitive qu'à la fin du XIIe siècle, quand furent érigés le chœur et le transept tels qu'ils existent désormais. Elle est considérée comme le premier édifice gothique bâti en Auvergne. En 1165, Agnès héritière de la maison de Thiers donna les terrains nécessaires à son agrandissement. En 1253, elle est élevée au rang de collégiale. Plusieurs peintures murales du XIIIe siècle sont conservées.
Dans leur état actuel, les bras du transept et une partie des chapelles rayonnantes sont du XIIIe siècle ; la chapelle rayonnante qui abrite le tableau de Ghirlandaio est du XVe siècle, ainsi que la construction accolée au coin du bras sud du transept et de la nef. Cette construction en pierre de Volvic – la tour des Nesson – a été édifiée grâce aux libéralités de Barthélemy de Nesson, châtelain d'Aigueperse, père du poète Pierre de Nesson. Ce dernier fit élever une chapelle pour sa famille en 1415. Une autre chapelle rayonnante (sud-est) est du XVIe siècle. 
L'ensemble de l'édifice a fait l'objet d'une restauration complète en 1865. La nef et la façade ont été reconstruites en 1880 pour remplacer une nef reconstruite en 1734 après son écroulement dans la nuit du 23 au 24 février 1727, nécessitant la somme de 19 000 livres. Un nouveau clocher, placé au nord du transept, a remplacé en 1902 le clocher détruit à la Révolution.

## Protection
Elle fait l’objet d’un classement au titre des monuments historiques depuis le 30 janvier 1922. Cette protection est intervenue après un premier classement en 1904, ne concernant que le portail du XIIIe siècle et un tombeau.

## Mobilier sacré

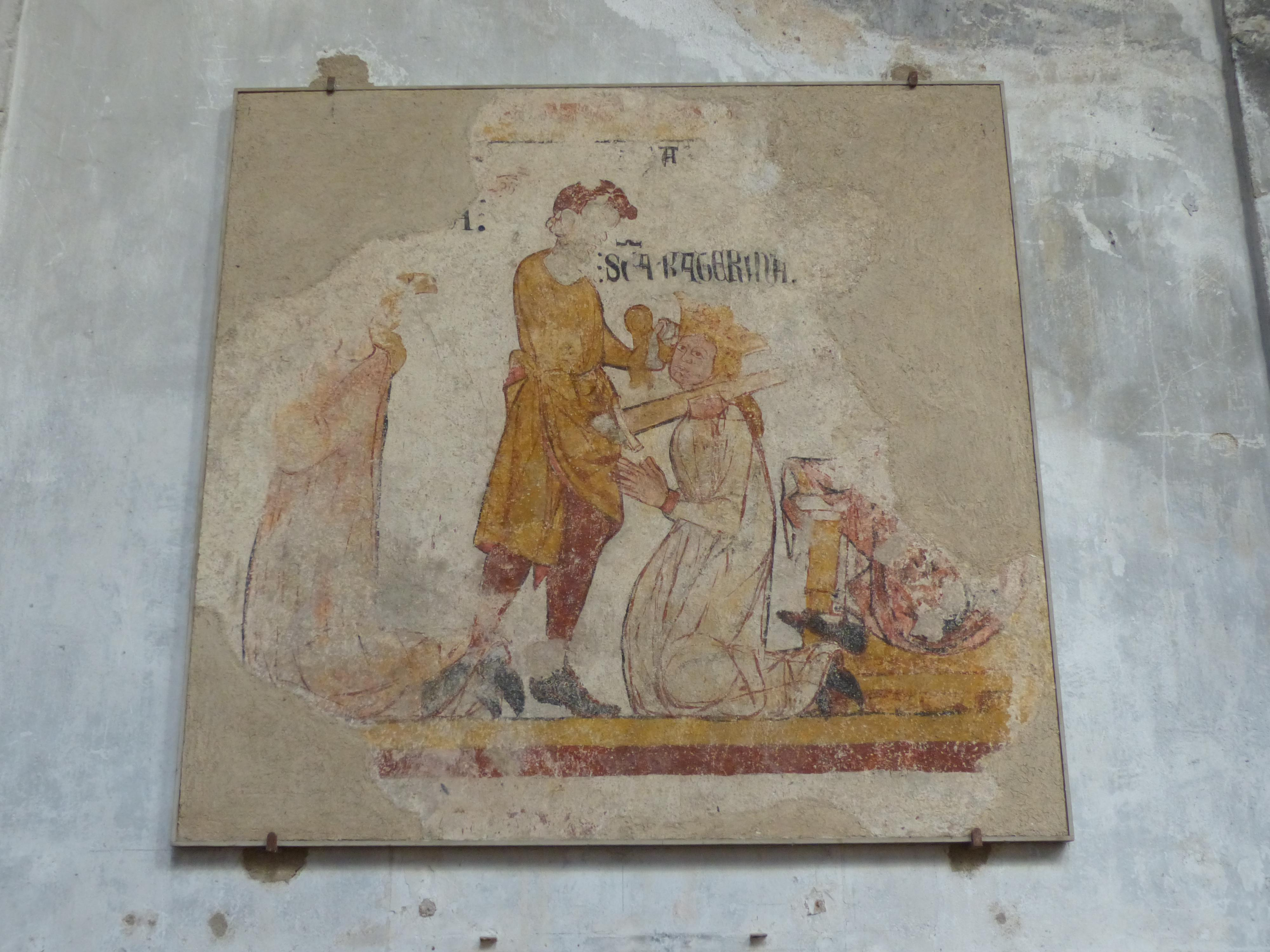
Sainte Catherine.

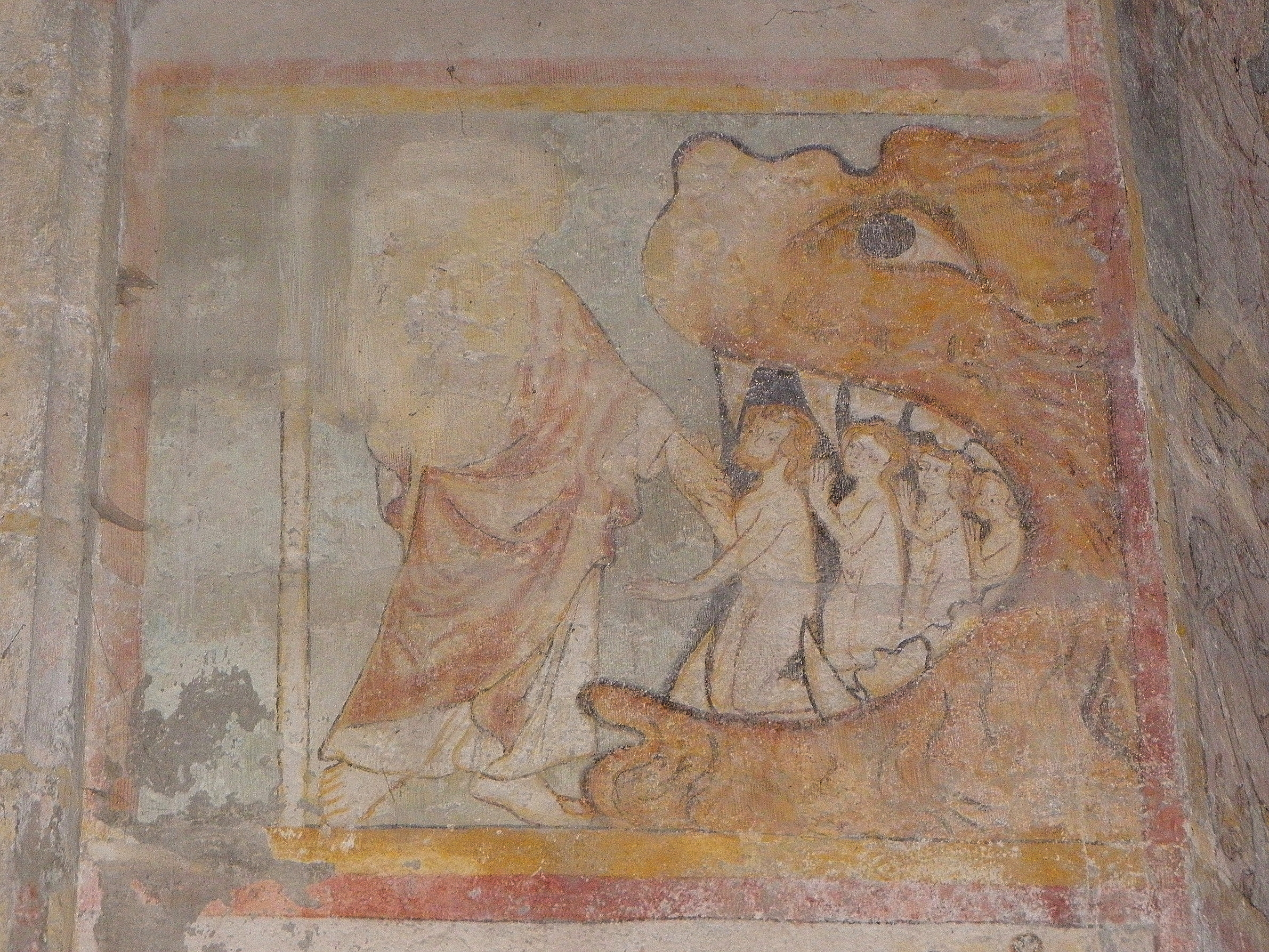
Descente aux enfers.

L'église abrite la Nativité, huile sur bois peinte en 1490 par Benedetto Ghirlandaio pour Gilbert de Bourbon, comte de Montpensier et dauphin d'Auvergne. De nombreuses peintures murales sont présentes à l'intérieur de l'édifice, notamment dans le chœur où l'on retrouve plusieurs tableaux représentant : La Trinité, les douze prophètes et les 12 apôtres, les quatre évangélistes et leurs symboles ainsi que l'église et la synagogue. Le transept sud est également très riche en peintures murales avec le Christ montrant ses plaies, le Calvaire, le couronnement de la Vierge.